# Caryophyllia alberti
Espèce
Statut CITES
Caryophyllia alberti est une espèce de coraux appartenant à la famille des Caryophylliidae.